# Hlína
Hlína település Csehországban, a Brno-vidéki járásban. Hlína Tetčice, Silůvky, Ivančice, Prštice, Moravské Bránice és Neslovice településekkel határos. Lakosainak száma 319 fő (2024. január 1.).

## Népesség
A település lakosságának változását az alábbi diagram mutatja:
| Lakosok száma | 263  | 270  | 359  | 353  | 319  | 233  | 291  | 295  | 310  | 319  |
|               | 1869 | 1890 | 1921 | 1950 | 1980 | 2001 | 2017 | 2019 | 2022 | 2024 |